# Звезда (журнал XX—XXI веков)
«Звезда́» — российский ежемесячный литературный журнал, издаётся в Петрограде — Ленинграде — Санкт-Петербурге с января 1924 года. Выходил сначала 6 раз в год, с 1927 года выходит ежемесячно.

## История журнала
Литературно-художественный и общественно-политический журнал, орган Союза писателей СССР основан в январе 1924 года. Первым редактором журнала был И. М. Майский. 
В журнале публиковались произведения Максима Горького (третья книга «Жизни Клима Самгина»), Николая Заболоцкого, Михаила Зощенко, Вениамина Каверина, Николая Клюева, Бориса Лавренёва («Сорок первый»), Осипа Мандельштама, Бориса Пастернака, Алексея Толстого, Константина Федина («Города и годы», «Братья», «Похищение Европы»), Владислава Ходасевича, Юрия Тынянова («Смерть Вазир-Мухтара»), многих других выдающихся русских прозаиков и поэтов.
Журнал выходил в годы блокады. После войны в журнале печатались произведения Веры Пановой, Даниила Гранина, Всеволода Кочетова, Юрия Германа.

## Партийная критика
В августе 1946 журнал подвергся резкой критике, наиболее известный документ которой — постановление Оргбюро ЦК ВКП(б) «О журналах „Звезда“ и „Ленинград“». В постановлении утверждалось, что журнал публикует «много безыдейных, идеологически вредных произведений». Главными ошибками журнала в постановлении названы публикации рассказов «пошляка и подонка литературы» Зощенко, который «давно специализировался на писании пустых, бессодержательных и пошлых вещей, на проповеди гнилой безыдейности, пошлости и аполитичности, рассчитанных на то, чтобы дезориентировать нашу молодежь и отравить её сознание», и произведений Ахматовой, «типичной представительницы чуждой нашему народу пустой безыдейной поэзии», стихотворения которой «наносят вред делу воспитания нашей молодежи и не могут быть терпимы в советской литературе».

## Современное состояние
Редакционную политику журнала и весь его облик определяют с середины 1990-х гг. его соредакторы Яков Гордин и Андрей Арьев, а также заведующий отделами поэзии и критики Алексей Пурин.
Кроме ежемесячных рубрик журнала «Поэзия и проза», «Новые переводы», «Наши публикации», «Мнения», «Эссеистика и критика», в число постоянных рубрик входят: «Исторические чтения», «Мемуары XX века», «Армия: война и мир», «Россия и Кавказ», «Люди и судьбы», «Такая вот история», «Уроки изящной словесности», «Философский комментарий». Авторские рубрики ведут: Михаил Эпштейн («Приключения идей»), А. К. Жолковский («Уроки изящной словесности»), С. Лурье («Бегущей строкой»), Омри Ронен («Из города Эн»), Игорь П. Смирнов («Философский комментарий»), Александр Мелихов («Былое и книги») Раз в год выходит специальный номер журнала, посвящённый одному выдающемуся автору или явлению.
В редколлегию журнала входят К. М. Азадовский, Е. В. Анисимов,
И. С. Кузьмичёв, А. С. Кушнер, А. И. Нежный, Жорж Нива (Франция), Г. Ф. Николаев (Германия), В. Г. Попов, И. П. Смирнов (Германия).
С конца 1990-х при журнале работает издательство. В помещении редакции регулярно проводятся общероссийские и международные конференции, литературные вечера, встречи с известными политиками и деятелями культуры, устраиваются выставки художников.
В 2015 году тираж «Звезды» сократился до 2000 экземпляров. В связи с тем, что журнал оказался на грани выживания, редакция объявила сбор средств на продолжение его выпуска на краудфандинговой платформе Planeta.ru.

## Главные редакторы
- 1924 — И. М. Майский
- 1925—1926 — Г. Е. Горбачёв
- 1926—1928 — П. Г. Петровский
- 1934—1937 — Ю. Н. Либединский
- 1939—1940 — Г. К. Холопов
- 1940 — ? — И. А. Груздев
- 1945—1946 — В. М. Саянов
- 26 июня 1946 ответственным редактором был назначен П. И. Капица, но к работе приступить не успел
- 12 августа 1946—1947 — А. М. Еголин
- 1947—1957 — В. П. Друзин
- 1957—1988 — Г. К. Холопов (при нём «Звезда» «приобрела репутацию журнала хотя и интеллигентного, в целом прогрессивного, но крайне робкого, противоречивого, уклончивого, без своего ярко выраженного лица»)[2]
- 1989—1991 — Г. Ф. Николаев (избран на общем собрании ленинградских писателей в мае 1988 из трёх кандидатур, утверждён секретариатом правления СП СССР в ноябре 1988)
- с 1992 — Я. Гордин и А. Арьев (соредакторы)

## Тираж
- 1925 — 4 000 экз.
- 1927 — 5 000 экз.
- 1943 — 11 000 экз.
- 1954 — 60 000 экз.
- 1958 — 75 000 экз.
- 1975—1983 — примерно 115 000 экз.
- 1987 — 140 000 экз.
- 1989 — 190 000 экз.
- 1990 — 344 000 экз.
- январь 1991 — 141 000 экз.
- ноябрь 1991 — 62 600 экз.
- 1992 — 20 000 экз.
- 2005 — 4 300 экз.
- 2006 — 3 400 экз.
- 2010 — 3 000 экз.
- 2015 — 2 000 экз.